# Arild Brinchmann
Arild Ludvig Brinchmann (31 de enero de 1922 - 9 de octubre de 1986) fue un director de teatro, director y productor de cine noruego de Oslo.

## Biografía

### Años jóvenes
Arild era hijo del médico y escritor Alex Brinchmann. La familia Brinchmann tenía un temprano interés por el teatro; su hermana mayor, Helen Brinchmann, se formó como actriz.
Arild Brinchmann debería haber completado el bachillerato en 1940, pero no pudo debido al estallido de la guerra. Durante la guerra, participó en el movimiento de resistencia, actuando como guía fronterizo hacia Suecia, entre otras cosas. Al final de la guerra, estuvo encarcelado un tiempo en el campo de concentración de Grini. Cuando llegó la paz, ayudó a repatriar a los noruegos caídos de Alemania y Polonia y participó en la búsqueda de Nordahl Grieg.
Después de esto, estudió derecho durante un tiempo antes de comenzar a estudiar dirección, tanto en Noruega como en Alemania y Suecia, donde conoció a Ingmar Bergman. Debutó como director con el documental Vi banker på en 1951, que trataba sobre los campos de refugiados en Europa. Recibió el premio estatal de cine por esta película. En 1954, recibió la beca estatal de cine, y su primera película de ficción, Ut av mørket, se estrenó en 1958 con guion de Alex Brinchmann. Ese mismo año lanzó Høysommer, basada en una novela de Cora Sandel.
En 1959, fue contratado por NRK, donde fue jefe del Teatro Televisivo hasta 1967. Allí puso gran énfasis en el drama contemporáneo, trayendo obras de Samuel Beckett y Harold Pinter. El Teatro Televisivo recibió muchas críticas por esto.

## Director del Nationaltheatret
En 1964, Brinchmann fue contratado en el Nationaltheatret, donde fue director de teatro desde 1967 hasta 1978. Brinchmann fue un jefe talentoso para el Nationaltheatret y jugó un papel decisivo en la dirección del teatro. Era muy consciente de la calidad, como lo demostró en 1969, cuando decidió cancelar la presentación de Congo después del ensayo general, considerando que la obra no cumplía con los objetivos artísticos. Esto nunca había ocurrido antes en el Nationaltheatret. Además, contrató a varios directores de teatro permanentes, como Kirsten Sørlie, Edith Roger, Janken Varden, Per Bronken, Magne Bleness y Jan Bull, quienes trabajarían en equipo. También contrató a actores que en ese momento eran desconocidos, como Lars Andreas Larsen y Sverre Anker Ousdal.
En colaboración con Janken Varden, Brinchmann montó las producciones Et spill om pugg y Kongens morgentøfler en la escuela Fagerborg en 1969 para llegar a un nuevo público. Algunas obras que Brinchmann trajo fueron criticadas por la junta del teatro por considerarlas demasiado políticas para el teatro. Brinchmann, por su parte, exigía total libertad en cuanto al repertorio. A menudo quería traer obras de teatro radicales, que se oponían a las piezas teatrales conservadoras. Como director de teatro, recibió mucho apoyo del presidente de la junta, Jens Christian Hauge. Cuando Brinchmann dejó su cargo, muchos actores expresaron su oposición a él no asistiendo a la fiesta oficial de despedida, y en su lugar asistieron a una fiesta organizada por Toralv Maurstad en Holmenkollen. Sin embargo, la despedida fue digna, y el respetado actor jubilado Per Aabel dio un discurso de agradecimiento a Brinchmann. "Tuve que jubilarme antes de que llegara un director de teatro que me enseñara que el teatro es más que nosotros, las grandes estrellas", dijo Aabel.

## Otros
Toralv Maurstad sucedió a Brinchmann como director de teatro. Aunque tenían puntos de vista diferentes en muchos aspectos, se respetaban mutuamente en su profesión. Después de su tiempo como director de teatro, Brinchmann trabajó como director, pero su última gran tarea de dirección fue Natten er dagens mor de Lars Norén. Antes de fallecer en 1986, Brinchmann dirigió la miniserie Av måneskinn gror det ingenting, que se estrenó en 1987 con Anne Krigsvoll en el papel principal. La serie de NRK estaba basada en la novela del mismo nombre de Torborg Nedreaas. La serie ganó el premio Amanda en 1988 a la mejor producción dramática de televisión.
Brinchmann estuvo casado primero con la actriz Urna Arneberg, pero el matrimonio se disolvió. Su segundo matrimonio, con la actriz Monna Tandberg, duró hasta la muerte de Brinchmann en 1986 después de una enfermedad.

## Dirección (selección de películas y TV)[1][5]
- 1951: Vi banker på.
- 1958: Ut av mørket.
- 1958: Høysommer.
- 1969: Faderen.
- 1970: Vildanden.
- 1973: Et dukkehjem.
- 1975: Hedda Gabler.
- 1981: Medmenneske.
- 1982: Papirblomster.
- 1983: I denne verden er alt mulig.
- 1984: Fra regnormenes liv.
- 1987: Av måneskinn gror det ingenting.